# 圣沙夫雷
圣沙夫雷（法語：Saint-Chaffrey，法語發音：[sɛ̃ ʃafʁɛ]）是法国上阿尔卑斯省的一个市镇，位于该省东北部，属于布里扬松区。

## 地理
圣沙夫雷（44°55'34"N, 6°36'24"E）面积25.88 平方千米，位于法国普罗旺斯-阿尔卑斯-蓝色海岸大区上阿尔卑斯省，该省份为法国东南部内陆省份，北起萨瓦省，西北接伊泽尔省，西南接德龙省，南至上普罗旺斯阿尔卑斯省，东北部与意大利接壤。
与圣沙夫雷接壤的市镇（或旧市镇、城区）包括：布里扬松、皮圣安德烈、皮圣皮埃尔、拉萨勒莱萨尔普、瓦勒德普雷。

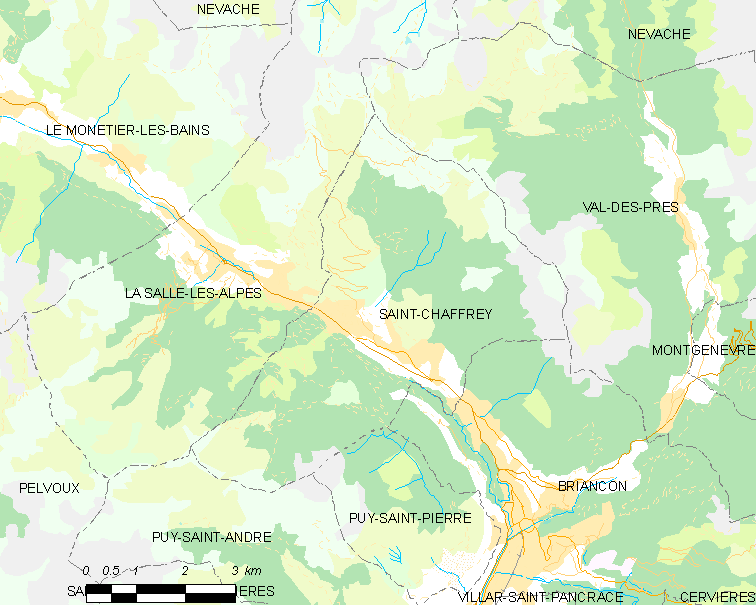
圣沙夫雷的OSM定位图

圣沙夫雷的时区为UTC+01:00、UTC+02:00（夏令时）。

## 行政
圣沙夫雷的邮政编码为05330，INSEE市镇编码为05133。

## 政治
圣沙夫雷所属的省级选区为布里扬松第一县。

## 人口

1962-2008年间圣沙夫雷人口变化图示

圣沙夫雷于2022年1月1日时的人口数量为1504人。